# Candelaria (Misiones)
Candelaria es un municipio argentino de la provincia de Misiones en el departamento homónimo en la República Argentina. Se ubica a una latitud de 27°27′ S y a una longitud de 55°44′ O.
El municipio cuenta con una población de 25140 habitantes, según el censo del año 2010 (INDEC). La ciudad tiene puerto ubicado a orillas del río Paraná, a tan solo 27 kilómetros de Posadas. Está comunicada a través de la Ruta Nacional 12.
Aunque parte de su población frecuenta diariamente el aglomerado del Gran Posadas por motivos laborales, no forma parte del mismo por estar separada ediliciamente por algunos kilómetros del mismo. El municipio abarca también un loteo separado de la planta urbana sobre el lago de la represa de Yaciretá, conocido como Barrio del Lago.
Fue la primera capital de la provincia argentina de Misiones. En esta ciudad se encuentra el sarandí histórico, árbol en el que en 1811 descansó el general Manuel Belgrano durante una etapa de su expedición militar al Paraguay. Otro sitio turístico es el Refugio ``El Puma´´, ubicado en las afueras de la ciudad. Es un centro de rehabilitación para la fauna autóctona. Algunas de las especies que podemos encontrar son: pumas, jaguares, pecaríes, etc.
Desde la implementación del Código de Nocturnidad en la Ciudad de Posadas, Candelaria se ha convertido en un incipiente centro nocturno, donde se realizan importantes fiestas y recitales. 
Actualmente cuenta con dos playas muy atractivas, si bien las dos cuentan con arena y un buen caudal de agua la que sobresale es la playa Paraíso del Puma, ubicada en la ruta costera, y que cuenta con servicios como cantina, baños, parrillas, duchas, electricidad y un hermoso espacio verde para pasar el día con amigos y familiares.
El autor del Escudo de Candelaria es el señor Ricardo Esteban Zarza, concurso público abierto en 1983.
Deporte
Tiro Deportivo. Candelaria posee el único polígono de tiro habilitado de la Provincia de Misiones la Asociación Tiro Federal de Misiones desde el 29 de julio de 1909. En dicho club se practican las disciplinas de Tiro Práctico (Club Federado Ipsc), Tiro al Vuelo y disciplinas de Precisión.
Actual Comisión 2023-2025
Presidente: Mg. Ing. Zibecchi Octavio Augusto
Secretario: Dn Schapovaloff Fernando
Tesorero: Dr. Milano Juan Andrés